# Chiesa di San Lorenzo (Rapecchiano di Foligno)
La chiesa di San Lorenzo è un antico edificio religioso situato su una collina storicamente frequentata sin dall'epoca romana, come testimoniato dai reperti archeologici rinvenuti nell'area. Originariamente un eremo, la chiesa si trasformò in convento nel XIII secolo grazie alla presenza di monaci francescani guidati da Angelo Clareno, fondatore dell'ordine dei Clareni. L'edificio ha subito varie trasformazioni nel corso dei secoli, fino a diventare un importante punto di riferimento per le comunità rurali circostanti.

## Storia
La Chiesa di San Lorenzo si trova su una collina, nota per la sua frequentazione sin dai tempi dell’Impero Romano. Reperti archeologici, tra cui una colonna romana conservata nella chiesa, testimoniano la presenza di un insediamento romano nell'area. La zona è sempre stata fertile e sfruttata per attività agricole, soprattutto per la produzione di olio e vino, un'attività che perdura ancora oggi grazie a un'azienda agricola locale.
Durante le invasioni barbariche, l'agricoltura subì un rallentamento, ma rifiorì nel X secolo con l’arrivo di contadini e monaci che utilizzarono il luogo come ritiro eremitico. Nel 1272, l'oratorio che sorgeva sul sito venne affidato ai Francescani, sotto la guida di Angelo Clareno.
Nel corso dei secoli, l'oratorio si trasformò in convento, con una struttura conventuale accanto alla chiesa. La chiesa e il convento vennero però colpiti dalla Controriforma alla fine del XVI secolo, quando i Clareni furono perseguitati e tacciati di eresia. Il convento passò in proprietà alla famiglia Barnabò e prese il nome di Oratorio di San Lorenzo dei Barnabò.
Nel 1912, il complesso venne acquistato dall'avvocato Dell’Oro, e nella stessa data la Visita Pastorale di Giorgio Gusmini la descrive come “una cappella spaziosa e pulita”, dove si celebrava regolarmente la messa festiva. Nel 1968, la proprietà passò alla famiglia De Luca, che ancora oggi custodisce la chiesa con dedizione, celebrando ogni anno la festività di San Lorenzo, il 10 agosto, con la messa e una raccolta fondi destinata ad associazioni umanitarie.

## Aspetto
La chiesa è inglobata nella struttura conventuale adiacente. La facciata è un tutt'uno con l’edificio civile che la affianca, e presenta un portale squadrato con architrave in pietra, sovrastato da una finestra a semicerchio. Il campanile a vela si erge sul tetto, integrato nella struttura. All'interno, la chiesa è a navata unica con volta a botte. L’altare si trova nel catino absidale, sopra il quale si trova un quadro raffigurante San Lorenzo. Sulle pareti laterali ci sono due nicchie che ospitano una statua di San Lorenzo e una della Madonna. Un'acquasantiera è collocata su una colonna romana trovata nella zona. Sebbene non siano presenti affreschi, esiste un documento del 1479 che riporta una commissione a Pierantonio Mezzastris per dipingere la volta di una cappella, ma non si sa se i lavori siano stati realizzati o se siano andati persi nel corso dei secoli.